# 565.
◄ | 5. stoljeće | 6. stoljeće | 7. stoljeće | ►
◄ | 530-ih | 540-ih | 550-ih | 560-ih | 570-ih | 580-ih | 590-ih | ►
◄◄ | ◄ | 562. | 563. | 564. | 565. | 566. | 567. | 568. | ► | ►►
Astronomija • Književnost • Kršćanstvo • Pravo • Promet

## Događaji
- Prvi zapis o viđanju Čudovišta iz Loch Nessa, kome je dat nadimak Nessie.[1]

## Vanjske poveznice
|  | Zajednički poslužitelj ima još gradiva o temi 565. |